# George Boyd
George Boyd (Chatham, 2 ottobre 1985) è un ex calciatore scozzese, di ruolo centrocampista o ala.

## Palmarès

### Club

#### Competizioni nazionali
- Football League Championship: 1

Burnley: 2015-2016
- FA Trophy: 1

Stevenage: 2006-2007
- Football League Trophy: 1

Salford City: 2019-2020